# Lembruch
Lembruch er en kommune i Landkreis Diepholz i amtet ("Samtgemeinde") Altes Amt Lemförde, i den tyske delstat Niedersachsen. Den ligger i Naturpark Dümmer ved den nordøstlige bred af søen Dümmer mellem Osnabrück og Bremen.
Lembruch er en statsanerkendt rekreationsby.